# Urbanloop

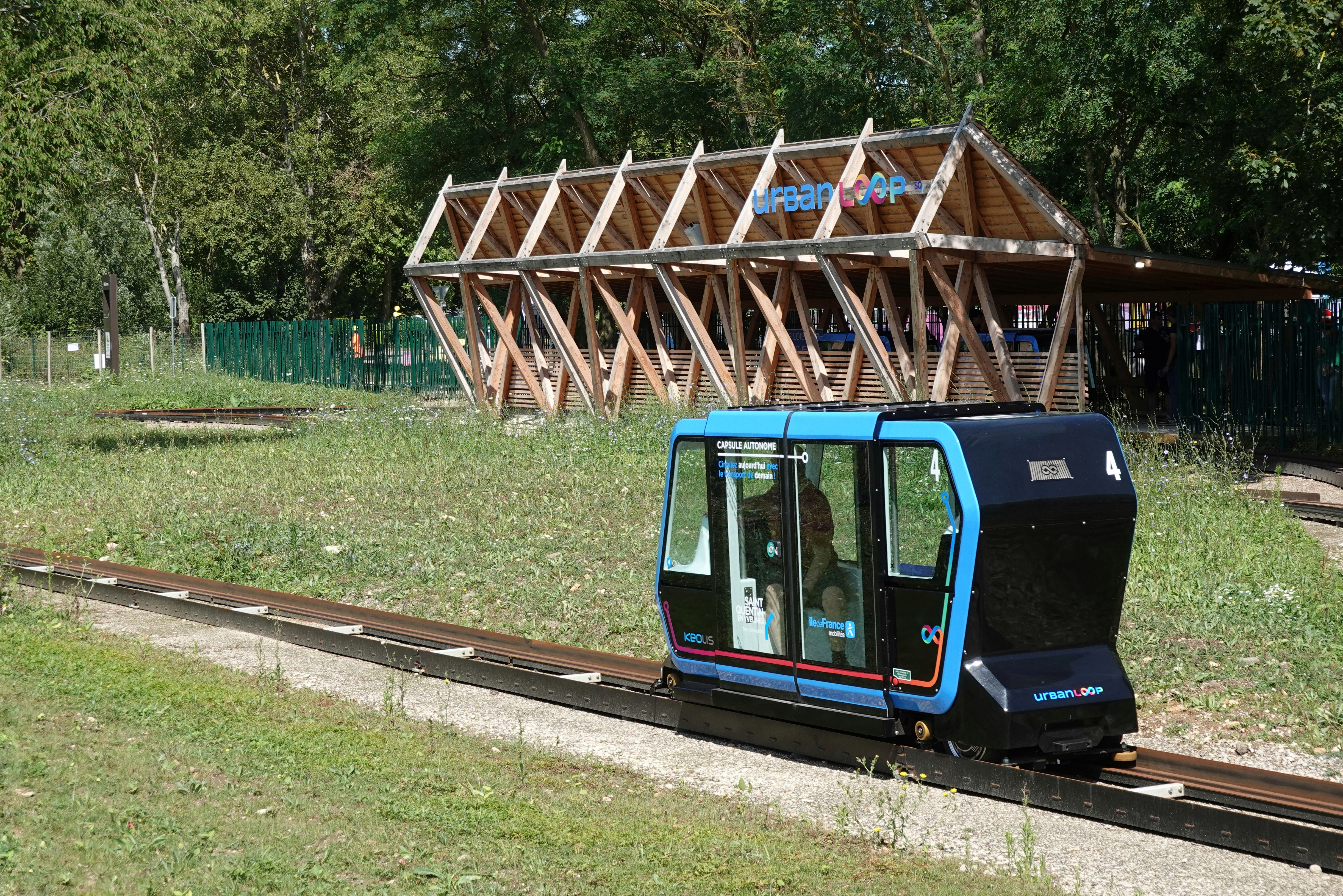
Le démonstrateur Urbanloop à Saint-Quentin-en-Yvelines.

Urbanloop est une entreprise française fondée en 2019 développant un système de transport public urbain à faible impact écologique, automatisé et en site propre de type taxi-robot. Urbanloop concentre ses efforts dans les zones de moyenne densité, territoires en demande d'une mobilité décarbonée et indépendante de l'automobile.
Ce projet a pour objectif de décongestionner la circulation en rabattant une partie du trafic routier sur son propre système de transport ou sur les autres transports publics existants. Il appartient à la catégorie des PRT (Personal Rapid Transit), c'est-à-dire un système de transport de point à point sans attente ni arrêt intermédiaire. La conception du réseau avec des stations en dérivation du flux principal permet un accès direct point à point. Urbanloop se veut comme un moyen complémentaire de mobilité trouvant sa place dans les derniers kilomètres d'un trajet ou dans les zones inaccessibles aux méthodes de transports actuels (bus, métro, train, tramway).
Il réunit plusieurs acteurs académiques de l'université de Lorraine (l'École nationale supérieure des mines de Nancy, Télécom Nancy, l'École nationale supérieure de géologie, l'École nationale supérieure d'électricité et de mécanique de Nancy et Polytech Nancy) en partenariat avec la ville de Nancy et la Métropole du Grand Nancy. Initié en 2017, le projet s'est constitué en société à actions simplifiées depuis 2019.
Le concept proposé par Urbanloop repose sur un réseau de rails formé de boucles interconnectées sur lequel circulent des capsules individuelles autonomes. Ces capsules sont propulsées par des moteurs électriques alimentés par le rail en très basse tension de sécurité (72 V). Ces capsules permettent d'accueillir un ou deux passagers adultes, mais sont conçues pour avoir une certaine modularité. Par exemple elle peuvent accueillir : un adulte en situation de mobilité réduite ; un adulte et deux enfants ; un adulte et des bagages ; un adulte et un vélo ou enfin des marchandises.
L'entreprise fait partie des lauréats de la première édition du programme French Tech 2030.

## Historique

### Le projet Urbanloop
Lancé en 2017 à l'initiative de quatre écoles d'ingénieurs de Nancy (École nationale supérieure des mines de Nancy, Télécom Nancy, l'École nationale supérieure de géologie et l'École nationale supérieure d'électricité et de mécanique de Nancy) et de l'université de Lorraine, le projet Urbanloop consiste à développer un moyen de transport rapide et autonome sur rails. Pascal Triboulot, alors directeur de l'INP Lorraine, rappelle qu'à l'origine l'idée a germé dans un embouteillage et il a demandé à des étudiants d'imaginer un mode de transport de demain,.
La région Grand-Est soutient financièrement ce projet à hauteur de 500 000 euros. Les premières capsules à échelle réelle sont produites en 2019. Elles mesurent 1 mètre de large, 1,6 mètre de haut et 3,2 mètres de long. Les capsules sont testées sur un circuit d'essai de 400 mètres mis en place au technopôle de Nancy-Brabois.
En 2019, le directeur du projet, Jean-Philippe Mangeot, fonde la société par action simplifiées (SAS) Urbanloop pour permettre de continuer les investissements de développement et prévoir la commercialisation du projet. Le projet reçoit les labels Frenchtech et Deeptech de la part de BpiFrance en 2020. Urbanloop continue en parallèle de s'appuyer sur les écoles d'ingénieurs du Grand Est pour se développer. Aujourd'hui, on compte pas moins de huit écoles d'ingénieurs ( l'École nationale supérieure d'électricité et de mécanique de Nancy (ENSEM), l'École nationale supérieure des mines de Nancy, Télécom Nancy, l'École nationale supérieure de géologie (ENSG), l'École nationale d'ingénieurs de Metz (ENIM), l'École supérieure d'ingénieurs des travaux de la construction de Metz (ESITC), l'École nationale supérieure en génie des systèmes et de l'innovation (ENSGSI) et Polytech Nancy )et quatre laboratoires de recherche impliqués dans le projet.
En mai 2021, la capsule établit le record du monde de la plus faible consommation électrique pour un véhicule autonome sur rails en présence de Jean-Baptiste Djebbari, ministre des transports. En parallèle, Urbanloop est sélectionnée par l’agglomération de Saint Quentin en Yvelines  pour installer un démonstrateur aux Jeux olympiques et paralympiques de Paris 2024 sur son territoire. L’agglomération se charge du choix lieu, des autorisations administratives et de la réalisation de l’infrastructure.
Depuis, l'entreprise s'attelle à la réalisation de ses deux premières réalisations. Le 26 juillet 2024, Urbanloop ouvre son expérimentation pilote à Saint-Quentin-en-Yvelines, située à proximité de sa Fan zone réalisée pour  les jeux olympiques . En parallèle, l'entreprise est retenue dans le Plan Métropolitain des Mobilités de la Métropole du Grand Nancy pour installer une desserte de la future cité judiciaire à l'horizon 2026,.

### Objectifs du projet
Le système se veut frugal énergétiquement. Les capsules ne requièrent qu'une très faible quantité d'électricité pour avancer. Cette faible consommation est certifiée par le record du monde du 28 mai 2021.
De plus, le système, par la légèreté de ses capsules, requiert une infrastructure bien plus légère que les autres moyens de transport sur rails (tramway, métro, train), ce qui est un avantage à la fois économique et écologique. Cela nécessite en effet moins de ressources (béton, acier) pour installer un système. L'entreprise estime le coût du kilomètre d'infrastructure entre 1 et 4 millions d'euros, là où un tram coûte environ 20 millions et 100 millions pour un métro.
Enfin, l'entreprise conçoit son système avec des objectifs de simplicité et de réduction des coûts d'exploitation. Le système est entièrement automatisé et limite le nombre d'actions humaines nécessaires. Les capsules communiquent entre elles leurs vitesses et leurs positionnements respectifs sur la voie au travers d'un système de repères disposés sur le tracé. En comparaison, les trains ne communiquent pas directement entre eux. Ils passent par un système centralisateur des données qui diffusent les données. À cela s'ajoute le système d'aiguillage dit « passif » qui donne aux capsules la possibilité de préparer les changements de voies et de gagner en efficacité et rapidité lorsque plusieurs capsules se suivent et changent de direction. Un aiguillage ferroviaire ne le permet actuellement pas,.

## Technique

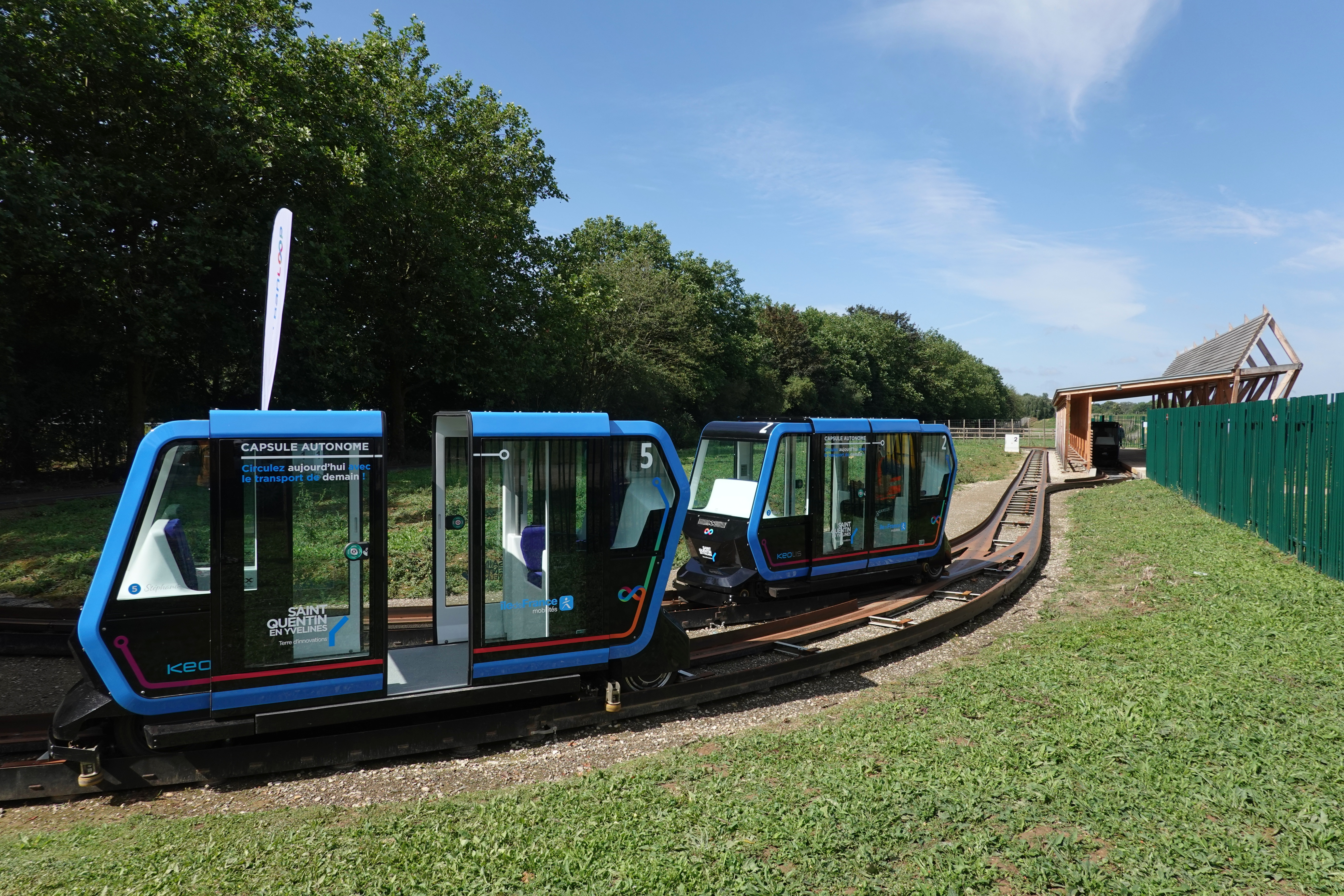
Capsules UrbanLoop à la station Canardières.

### Contexte technologique
Cette section ne s'appuie pas, ou pas assez, sur des sources secondaires ou tertiaires indépendantes du sujet.

Pour l'améliorer, ajoutez-en, ou placez des modèles {{Source secondaire souhaitée}} ou {{Source secondaire nécessaire}} sur les passages mal sourcés. (novembre 2022)
Urbanloop est un type de Personal Rapid Transit. Cette notion est apparue dans les années 1960 avec l'émergence de l'informatique. Dans les années 1970, plusieurs grands groupes industriels comme Boeing ou OTIS développent des prototypes de cabines de quatre à dix personnes automatisées pour aller d'une station à l'autre sans arrêt intermédiaire. En France, le projet le plus connu est le projet ARAMIS porté par Matra (aujourd'hui Siemens Mobility France) et la RATP  au début des années 1970. Cependant, la technologie n'est pas assez performante et les essais furent arrêtés en décembre 1987. À cela s'ajoute la variabilité dans le temps des soutiens politiques au projet ARAMIS, qui finit par causer la fin du projet.  L'informatique et l'électronique de l'époque étaient de manière générale trop peu performantes pour que ces projets de PRT puissent voir le jour. En 2021, seuls quatre systèmes de taxirobots sont véritablement opérationnels notamment à l'aéroport londonien d'Heathrow.

### Principes de base
Le principe fondamental d'Urbanloop est de pouvoir réaliser 1 kilomètre en 1 minute pour 1 centime, avec pour idée de « vider les centres-villes des voitures ». Pour appliquer cette maxime, le projet repose sur deux piliers fondamentaux.
Tout d'abord, Urbanloop repose sur des capsules individuelles sobres, rapides et autonomes. La base du système Urbanloop est la circulation sur rails à haute vitesse (environ 60 km/h) de capsules en site propre. Cette vitesse en ferait l'un des transports en site propre les plus rapides actuellement sur le marché. La grande légèreté de la capsule permet ainsi de prendre des vitesses en consommant peu d'énergie. Cette légèreté s'accompagne d'un système de motorisation électrique à la fois économique en énergie et performant.
Ensuite, Urbanloop table sur une optimisation maximale des tracés . Pour cela, Urbanloop a deux outils. Premièrement, la conception des tracés en boucles enchâssées permet une circulation optimale et rapide. Les capsules passent de boucle en boucle pour arriver à la destination finale, à l'inverse d'un métro ou d'un tramway dont les lignes ne sont pas enchâssées, et où il est donc nécessaire de prendre des correspondances et de passer humainement de ligne en ligne. Deuxièmement, l'installation des stations en dérivation du flux principal permet une optimisation des temps de trajets. En effet, un arrêt en station d'une capsule ne ralentit pas le flux des capsules car la station n'est pas située sur la voie principale. Cette dérivation du flux des capsules est très différente du modèle du métro, où les stations sont situées directement sur la voie principale, un arrêt d'une rame empêchant donc la rame derrière de poursuivre directement son trajet.

### Record du monde
Le 28 mai 2021, la capsule établit le record du monde de la moindre consommation énergétique au kilomètre pour un véhicule autonome sur rails. Il s'établit à 0,05 kWh/km, soit 0,47 centime d'électricité au kilomètre pour un véhicule roulant à 60 km/h. C'est Certifer qui s'est chargée d'homologuer ce record. Le record s'est déroulé en présence de Jean-Baptiste Djebbari, ministre des Transports, de Jean Rottner, président de la région Grand Est, et de Mathieu Klein, maire de Nancy et président de la Métropole du Grand Nancy,. La capsule ayant permis la réalisation du record du monde se trouve aujourd'hui dans le hall de l'École des Mines de Nancy.

## Réalisations

### Circuits d'essais
Le premier circuit de test a été installé au technopôle Nancy Brabois en mars 2019. Long de 400 mètres, le circuit comprend une station et permet de faire tourner jusqu'à 3 capsules simultanément.
Dans l'optique de poursuivre ses expérimentations et d'homologuer l'appareil en vue de son utilisation grand public, la société Urbanloop se dote d'un nouveau circuit. Situé à l'Aéropôle Grand Nancy Tomblaine, il a été financé par Bpifrance. Long d'1,2 kilomètre, il permet à quatre capsules d'être testées sur un parcours composé de trois boucles et de trois stations. C'est sur ce circuit qu'a été établi le record du monde de moindre consommation électrique pour un véhicule autonome sur rail.

### Projets en cours de réalisation
En 2021, Urbanloop est sélectionné par l’agglomération de Saint Quentin en Yvelines  pour installer un démonstrateur innovant à Saint-Quentin-en-Yvelines pour les jeux olympiques de  2024. Ce démonstrateur sera installé dans l'île de loisirs de la communauté d'agglomération. Le circuit mesurera 2 kilomètres de rails et sera composé de deux stations. L'entreprise fait  circuler 10 capsules. Ce projet est mené en collaboration avec l'EPCI de Saint-Quentin-en-Yvelines pour la réalisation des travaux de génie civil et par Keolis pour l'exploitation du réseau.
En parallèle, la Métropole du Grand Nancy, soutien de longue date du projet, a voté le 25 novembre 2021 le déploiement d'un Urbanloop à Nancy. Celui-ci devrait permettre de relier la future cité judiciaire à un parking relais. Ce tracé s'étendra sur environ cinq kilomètres de rails et cinq stations,.

### Futurs projets
Patrice Vergriete, président de l'agglomération dunkerquoise, a dévoilé en janvier 2025 un projet d'Urbanloop pour le port de Dunkerque (environ 500 personnes par heure, modifiable en fonction des réseaux). L'objectif en est de densifier des zones industrielles proches de l'eau en déplaçant les parkings vers l'extérieur. Urbanloop ferait ainsi une liaison rapide entre les usines et les stationnements ou arrêts de transports en communs.
À l'avenir, l'entreprise aimerait pouvoir réutiliser les plateformes ferroviaires désaffectées de la SNCF pour mettre en place de nouveaux réseaux. Ce projet a mené à l'élaboration d'un amendement permettant l'expérimentation sur des infrastructures ferroviaires désaffectées dans l'article 52 de la Loi relative à la différenciation (dite « loi 3DS »). Cet amendement a été notamment soutenu par le sénateur socialiste Olivier Jacquin, la député LREM Laurianne Rossi et la ministre à la cohésion des territoires Jacqueline Gourault.